# Входной
Входной — упразднённый рабочий посёлок в подчинении городского коруга город Омск Омской области. В 2004 году включен в состав города Омск и исключен из учётных данных.

## География
Расположен в 15 км к западу от центра Омска, при узловой железнодорожной станции Входная (линии на Омск, Тюмень, Петропавловск и Иртышское).

## История
Входной получил статус посёлка городского типа в 1977 году. В 2004 году вошёл в черту города Омска.

## Население
| 1979 | 1989  | 2002  |
| ---- | ----- | ----- |
| 5541 | ↗7530 | ↗7914 |

## Инфраструктура
Средняя общеобразовательная школа № 161

## Транспорт
Узловая железнодорожная станция Входная, платформа 2883 км.
Исилькульский тракт